# Орево (присілок, Дмитровський міський округ)
О́рево (рос. Орево) — присілок у складі Дмитровського міського округу Московської області, Росія.

## Населення
Населення — 50 осіб (2010; 35 у 2002).
Національний склад (станом на 2002 рік):
- росіяни — 100 %